# Coppa CEV 2008-2009 (femminile)
La Coppa CEV di pallavolo femminile 2008-2009 è stata la 29ª edizione del secondo torneo pallavolistico europeo per club; iniziata a partire dal 4 novembre 2008, si è conclusa con la final-four di Novara, in Italia, il 15 marzo 2009. Alla competizione hanno partecipato 32 squadre e la vittoria finale è andata per la seconda volta all'Asystel Novara.

## Squadre partecipanti
| - Albacete - USSP Albi - Panathīnaïkos - Știința Bacău - Azərreyl - Atlant Baranoviči - Stella Rossa - BKS | - Bratislavský - Slávia Bratislava - Dinamo Bucarest - Kruh Čerkasy - Uraločka - Fenerbahçe - Karşıyaka - Asteríx Kieldrecht | - Klagenfurt - Köniz - Le Cannet - Longa'59 - Madeira - Asystel - Džynestra - Spartak Omsk | - Osijek - Dinamo Pančevo - Pula - Ribeirense - Kanti - Sliedrecht - Datovoc Tongeren - Vilsbiburg |

## Sedicesimi di finale

### Squadre qualificate
| - Știința Bacău - Atlant Baranoviči - Stella Rossa - BKS - Uraločka - Fenerbahçe - Köniz - Longa'59 | - Asystel - Džynestra - Spartak Omsk - Dinamo Pančevo (15:13)* - Ribeirense - Kanti - Sliedrecht - Vilsbiburg |

* Qualificata tramite golden-set

## Ottavi di finale

### Squadre qualificate
- Stella Rossa
- BKS
- Uraločka
- Fenerbahçe
- Asystel
- Spartak Omsk
- Kanti
- Vilsbiburg

## Quarti di finale

### Squadre qualificate
- Uraločka
- Fenerbahçe
- Asystel
- Vilsbiburg

## Final-four

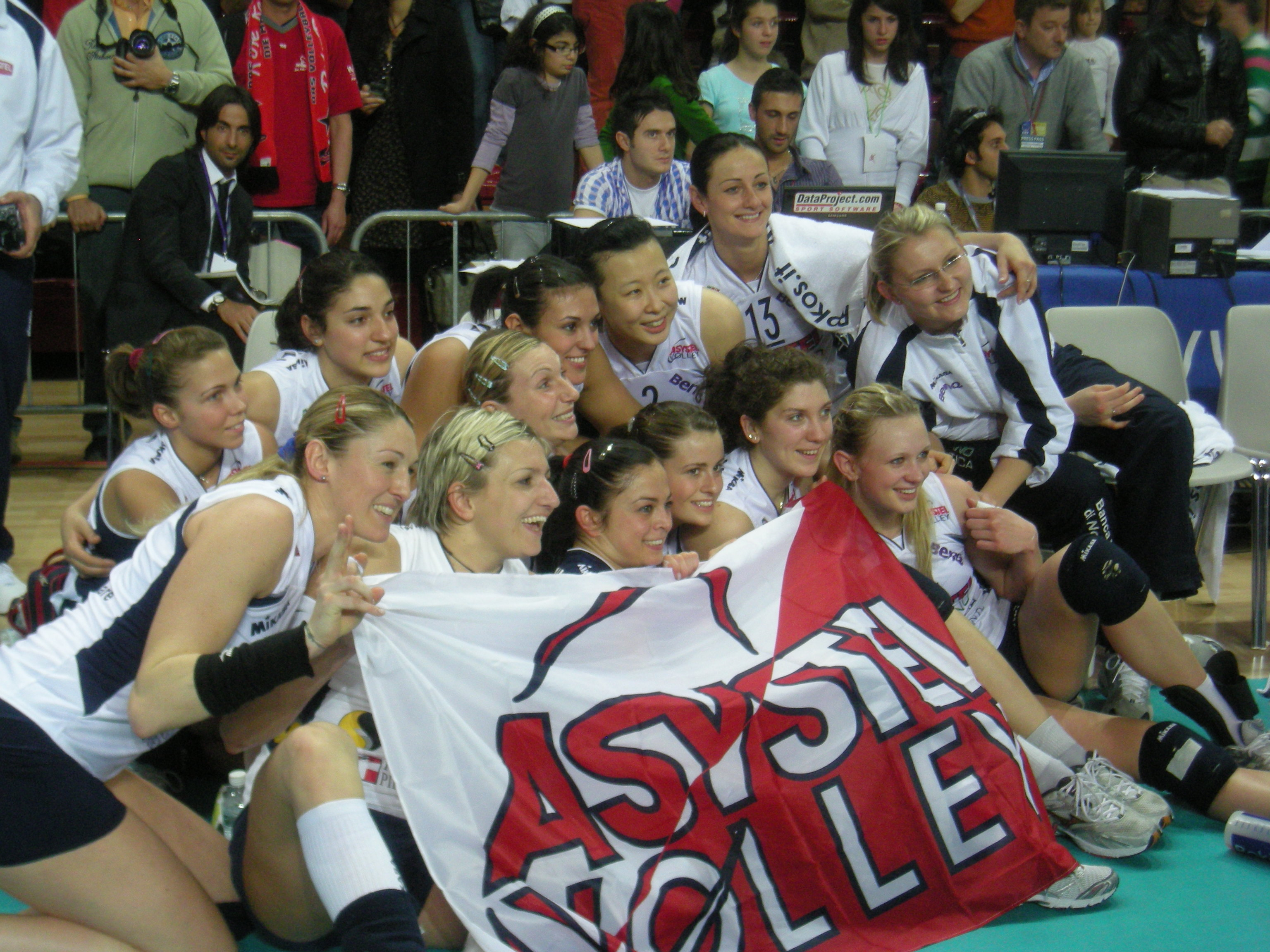
L'Asystel Novara dopo la vittoria della seconda Coppa CEV

La final four si è disputata a Novara ( Italia) e gli incontri si sono svolti allo Sporting Palace. Le semifinali si sono disputate il 14 marzo, mentre la finale per 3º/4º posto e la finalissima si sono giocate il 15 marzo.

### Finali 1º e 3º posto
|  | Semifinali | Semifinali | Semifinali |          |         | Finale             | Finale             | Finale             |  |
|  |            |            |            |          |         |                    |                    |                    |  |
|  | Fenerbahçe | Fenerbahçe | 0          |          |         |                    |                    |                    |  |
|  | Fenerbahçe | Fenerbahçe | 0          |          |         |                    |                    |                    |  |
|  | Asystel    | Asystel    | 3          |          |         |                    |                    |                    |  |
|  | Asystel    | Asystel    | 3          |          | Asystel | Asystel            | 3                  |                    |  |
|  |            |            |            |          | Asystel | Asystel            | 3                  |                    |  |
|  |            |            | Uraločka   | Uraločka | 0       |                    |                    |                    |  |
|  | Uraločka   | Uraločka   | Uraločka   | Uraločka | 0       | 3                  |                    |                    |  |
|  | Uraločka   | Uraločka   |            |          |         | 3                  |                    |                    |  |
|  | Vilsbiburg | Vilsbiburg | 2          |          |         | Finale 3º/4º posto | Finale 3º/4º posto | Finale 3º/4º posto |  |
|  | Vilsbiburg | Vilsbiburg | 2          |          |         |                    |                    |                    |  |
|  |            |            |            |          |         |                    |                    |                    |  |
|  |            |            |            |          |         | Fenerbahçe         | Fenerbahçe         | 3                  |  |
|  |            |            |            |          |         | Fenerbahçe         | Fenerbahçe         | 3                  |  |
|  |            |            |            |          |         | Vilsbiburg         | Vilsbiburg         | 1                  |  |